# Momir Petković
Momir Petković (Subotica, 21. jul 1953) bivši je jugoslovenski reprezentativac u rvanju.

## Biografija
Rvanjem je počeo da se bavi sa šest godina, najviše zahvaljujući svom ujaku, takođe bivšem reprezentativcu u rvanju. Svoju takmičarsku karijeru u grčko-rimskom stilu obogatio je brojnim medaljama, sa najvećih takmičenja.
Osvajač je mnogih najviših sportskih trofeja i priznanja. Svetski vicešampion bio je 1978, 1979, 1981. godine. I bronzanu medalju na svetskom prvenstvu 1977 u Geteborgu. Dok na olimpijadi održanoj 1984. ima četvrto mesto, a najveći uspeh mu je zlatna medalja sa Olimpijskih Igara 1976. u Montrealu.
Godine 1986. seli se u Sjedinjene Američke Države, gde ga vrlo brzo biraju za selektora Američke reprezentacije, gde je i danas.
O tome koliki je čovek van strunjače i da nije zaboravio svoju zemlju, pokazao je 2001. godine, kada je u humanitarnoj akciji prikupio 15000 dolara. Taj novac prosledio je Rvačkom savezu Srbije za razvoj rvanja.

## Postignuća
| Zlato         | Srebro            | Bronza        |
| ------------- | ----------------- | ------------- |
| 1976 Montreal | 1978 Meksiko Siti | 1977 Geteborg |
|               | 1979 San Dijego   |               |
|               | 1981 Oslo         |               |

Zlato Olimpijske Igre: 1976 Montreal
Olimpijske igre 4.mesto: 
- 1984- Los Anđeles

Srebro Svetsko Prvenstvo: 
- 1978- Meksiko Siti
- 1979- San Dijego
- 1981- Oslo

Bronza Svetsko Prvenstvo: 
- 1977- Geteborg